# Max Matthäus
Max Matthäus (geboren 17. Juli 1883; gestorben 1937) war ein deutscher Kletterer, der vor allem im Klettergebiet Sächsische Schweiz aktiv war und zu den weltweit besten Kletterern seiner Zeit zählte.

## Leben
Von Beruf war Matthäus Galvaniseur. Er begann um die Jahrhundertwende mit dem Klettern und war bald mit den damals besten Kletterern der Sächsischen Schweiz unterwegs, so etwa mit Oliver Perry-Smith und Rudolf Fehrmann. In den Jahren vor dem Ersten Weltkrieg war Matthäus maßgeblich an der Weiterentwicklung des Wand- und Risskletterns in der Sächsischen Schweiz beteiligt.
Zu den wichtigsten Erstbegehungen von Matthäus zählte der Südriß am Kreuzturm in den Affensteinen. Mit diesem, von ihm am 18. September 1910 begangenen Weg wurde erstmals weltweit der Schwierigkeitsgrad VI+ der UIAA-Skala (nach sächsischer Skala VIIc) erreicht. Erst acht Jahre später folgte in der Sächsischen Schweiz mit der Westkante am Wilden Kopf von Emanuel Strubich der nächste Schwierigkeitsgrad.
Weitere Erstbegehungen von Matthäus waren unter anderem:
- Großer Falknerturm, Alter Weg, V, 11. November 1906
- Großer Falknerturm, Matthäusriß, VIIb (VIIc), 23. Oktober 1910
- Bloßstock, Gipfelstürmerweg, VI, 7. Mai 1911
- Falkenstein, Hoher Riß, V, 14. April 1912

Daneben war er als Nachsteiger an weiteren Erstbegehungen beteiligt.